# مقيم دائم (كندا)
المقيم الدائم، في كندا، هو أي شخص غير كندي لكن سُمح له بلإقامة والعمل بشكل قانوني لفترة غير محددة في كندا. على المقيم الدائم أن يعيش في كندا لفترة لا تقل عن سنتين كل خمس سنوات، ليحافظ على حقه في البقاء.
يملك المقيم الدائم في كندا معظم حقوق المواطن الكندي بما فيها حق العمل في أي مؤسسة خاصة أو حكومية. من أهم الفروق أن المقيم الدائم:
- لا يحق له الانتخاب.
- لا يحق له الترشح للمناصب المنتخبة.
- لا يحق له الحصول على جواز سفر كندي.

كما يحق لهم الانخراط في القوى المسلحة طالما لا تتعارض مع أمن الدولة. ويخاطر المقيم الدائم الطرد من كندا في حال اقترافه جريمة خطيرة. يمكن للمقيم الدائم أن بتقدم بطلب الجنسية بعد انقضاء ثلاث سنوات مقيما في البلاد.

## بطاقة الإقامة الدائمة
في عام 2002، بدأت كندا بإصدار بطاقة خاصة لكل المقيمين الدائمين في كندا تعرف بالـ«بي أر» (بالإنجليزية: PR تلخيصا لـ Permenant Resdict card، أي بطاقة الإقامة الدائمة)‏. منذ عام 2004، أصبح من الممكن للمسافرين إلى كندا إبراز البي أر قبل الصعود إلى وسيلة تقل (طيران، قطار أو الحافلة) ليسمح لهم التوجه إلى كندا. تصدر البي أر في كندا فقط، لذلك، فإن الأشخاص الذين يعيشون خارج كندا ولا يحملون البي أر، عليهم استصدار أمر سفر خاص من السفارة الكندية قبل التوجه إلى كندا. يمكن للفرد أن يستوفي شروط الإقامة حتى لو كان يعيش خارج البلاد إذا كان يعمل مع شريك حياة (زوج أو زوجة) كندي أو يعمل مع شركة كندية، لكن لا يمكن تجديدها إلا في كندا وبعنوان سكن كندي.
وللبطاقة فائدات أهمها تسهيل معاملات السفر وإثبات الحالة السكنية للحكومة وأرباب العمل والمدارس.
مدة صلاحية البي أر هي خمس سنوات ويمكن أن تتجدد إذا كان حاملها مستوفي لكل الشروط المطلوبة.

## اقرأ أيضا
- الهجرة إلى كندا
- قانون الجنسية الكندي
- المواطنية والهجرة الكندية
- بطاقة الإقامة الكندية الدائمة
- الإقامة الموقتة الكندية